# Jack Gardner (Boxer)
Jack Gardner (* 6. November 1926 in Market Harborough, Harborough, England; † 11. November 1978 ebenda) war ein britischer Boxer. Er war zu Beginn der 1950er Jahre Europameister der Berufsboxer im Schwergewicht.

## Werdegang

### Amateurlaufbahn
Jack Gardner war der Sohn eines Farmers und begann als Jugendlicher in seinem Heimatort Market Harborough mit dem Boxen. Sein erster Trainer war sein Vater Len. Nach dem Eintritt in die britische Armee bei den Grenadier Guards verstärkte er sein Training und erzielte schnelle Fortschritte. Er war zu einem stattlichen jungen Mann von 1,86 m Größe bei einem Gewicht von ca. 90 kg herangewachsen. Im Jahre 1948 gewann er nacheinander die Meisterschaft der Armee, des Imperial Services und die der britischen Amateur Boxing Association. Bei der britischen Meisterschaft siegte er im Halbfinale über Frank Bell durch Disqualifikation in der 3. Runde und schlug im Finale Johnny Morkus in der 1. Runde k. o. In der kurz nach der britischen Meisterschaft durchgeführten Olympiaausscheidung für die Olympischen Spiele 1948 in London gewann er gegen Ken Wyatt durch K. o. in der 2. Runde und hatte sich somit für die Spiele qualifiziert.
In London gewann er in einem Vorrundenkampf gegen den Österreicher Karl Ameisbichler durch K. o. in der 2. Runde und unterlag im Viertelfinale gegen den Schweizer Hans Müller nach Punkten. Er blieb deswegen ohne olympische Medaille.
Nach den Olympischen Spielen besiegte er bei Länderkämpfen in Skandinavien am 1. Oktober 1948 in Kopenhagen den Dänen L. Petersen durch K. o. in der 2. Runde und am 6. Oktober 1948 in Stockholm den Schweden Gunnar Nilsson nach Punkten.
Dies waren seine letzten Starts als Amateur.

### Profilaufbahn
Anfang Dezember 1948 unterschrieb Jack Gardner einen Profivertrag bei Manager John Simpsson. Bereits am 6. Dezember 1948 startete er dann bei einem Anfängerturnier für Profis in der Harringay Arena in London, das von dem bekannten Promoter Jack Solomons veranstaltet wurde. Jack Gardner gewann dieses Turnier durch drei K. o.-Siege hintereinander, erzielt jeweils in der 1. Runde.
Im Jahre 1949 gewann er dann seine nächsten zehn Kämpfe in England alle kurzrundig durch K. o. Diese Kämpfe waren alle Aufbaukämpfe. Es war mit Ausnahme von Johnny Morkus, seinem Gegner von 1948 bei den britischen Amateurmeisterschaften, keine bekannten Namen darunter. Am 5. Juli 1949 erlitt er dann in London gegen den Kanadier Vern Escoe seine erste Niederlage, weil er wegen einer Augenbrauenverletzung in der 5. Runde aus dem Ring genommen werden musste.
Am 31. Oktober 1949 wurde Jack Gardner auch europaweit bekannt, als er in Leicester den französischen Schwergewichtsmeister Stefan Olek über 8 Runden klar nach Punkten besiegte. Am 13. Februar 1950 fand dann, wieder in Leicester, die Revanche gegen Verne Escoe statt, gegen den einzigen Boxer, gegen den er in seiner bisherigen Laufbahn verloren hatte. Überraschenderweise verlor Jack Gardner erneut. Der von dem erfahrenen ehemaligen Weltklasseboxer Larry Gains hervorragend eingestellte Escoe wich durch seine Schnelligkeit allen Angriffen Gardners aus und erzielte durch Konter einige Wirkungstreffer bei Gardner, so dass sein Punkterfolg nach 8 Runden verdient war.
Jack Gardner ging trotz dieser Niederlage seinen Weg. Er schlug am 17. Juli 1950 den jungen Johnny Williams in der Endausscheidung für einen Meisterschaftskampf um den British Empire Title über 12 Runden nach Punkten und schlug am 14. November 1950 in London Bruce Woodcock im Kampf um die Britische Schwergewichtsmeisterschaft und den British Empire Title durch techn. K. o. in der 11. Runde. Schließlich gewann Jack Gardner am 27. März 1951 in der Earls Court Empress Hall in Kensington, London durch einen Punktsieg nach 15. Runden über den österreichischen Titelverteidiger Jo Weidin auch den europäischen Meistertitel im Schwergewicht.
Am 5. Mai 1951 erlitt Jack Gardner bei dem Versuch sich in der Weltrangliste nach oben zu boxen, um zu einem Kampf um die Weltmeisterschaft zu kommen, einen schweren Rückschlag. Er verlor in London gegen den Argentinier Cesar Brion klar nach Punkten.
Am 23. September 1951 verteidigte Jack Gardner dann, erstmals im Ausland boxend, in der Berliner Waldbühne vor 25.000 Zuschauern seinen Europameistertitel gegen den deutschen Meister Hein ten Hoff. Hein ten Hoff war Jack Gardner in aller Belangen überlegen und gewann diesen Kampf, der über 15 Runden ging, klar nach Punkten. Am 11. März 1952 verlor Jack Gardner dann gegen Johnny Williams durch eine Punktniederlage nach 15 Runden auch den British Empire Title und die britische Schwergewichtsmeisterschaft.
In den folgenden Jahren bestritt Jack Gardner bis zu seinem Karriereende 1956 nur mehr sieben Kämpfe. Am 6. Juni 1955 gelang ihm dabei die Revanche gegen Johnny Williams, den er in der 5. Runde ausknockte. Nach einer K. o.-Niederlage in der 2. Runde gegen seinen aufstrebenden Landsmann Joe Bygraves am 24. April 1956 beendete er seine Laufbahn.
Jack Gardner widmete sich nach dem Boxen der von seinen Eltern geerbten Farm. Er verstarb im Alter von 52 Jahren im Jahre 1978.